# Huancar (Cajatambo)
Huancar es una localidad peruana ubicada en el distrito de Manás, perteneciente a la provincia de Cajatambo del departamento de Lima, al centro oeste del Perú. 

## Ubicación
Huancar se ubica al sur de la provincia de Cajatambo, en el distrito de Manás, en el departamento de Lima.

## Demografía
En 2017 Huancar tenía una población de 22 habitantes y 19 viviendas.
| Gráfica de evolución demográfica de Huancar entre 1993 y 2017 |
|                                                               |
| Fuentes: Población 1993 y 2017                                |